# Equidia
 (mars 2018).
Si vous disposez d'ouvrages ou d'articles de référence ou si vous connaissez des sites web de qualité traitant du thème abordé ici, merci de compléter l'article en donnant les références utiles à sa vérifiabilité et en les liant à la section « Notes et références ».
Equidia initialement France Courses, est une chaîne de télévision thématique française dédiée aux courses hippiques créée conjointement par le Pari mutuel urbain (PMU) et AB Groupe (Mediawan) en 1996. Lancée sous le nom Equidia par le PMU le 20 septembre 1999, la chaîne est diffusée sur le câble, le satellite, l'ADSL et la  téléphonie mobile 4G. Equidia est disponible dans le bouquet de base des opérateurs, soit 23 millions de foyers en France métropolitaine en 2002. La chaîne est également distribuée dans les territoires d’outremer, en Belgique, en Suisse et à Monaco.
Equidia propose les courses de chevaux françaises et internationales en direct et diverses émissions consacrées à cet univers. Avec 10 heures de courses retransmises en direct chaque jour, Equidia est le premier diffuseur sportif en Europe.
Le 8 janvier 2018, Equidia lance Equidia Racing, un service retransmettant l'ensemble des réunions de courses, en continu.
De septembre 2011 au 31 décembre 2017, Equidia Life propose des programmes consacrés au sport et à la pratique équestre. Equidia appartient aux sociétés de courses la Société d'encouragement à l'élevage du cheval français (SECF), France Galop ainsi qu’au PMU.

## Histoire de la chaîne

### France Courses
Le 9 septembre 1996, le PMU s'associe à AB Groupe pour lancer la première chaîne hippique française, France Courses, sur le bouquet par satellite AB Sat.
Fédérant peu de téléspectateurs, AB Groupe supprime la chaîne de son bouquet AB Sat et la remplace par la chaîne musicale 'Zik le 25 avril 1998. Le PMU récupère alors France Courses, la renomme Equidia.

### Equidia
Equidia est la première chaîne thématique française et européenne dédiée à l'univers du cheval. Sa programmation est destinée aujourd'hui à l'ensemble des acteurs de cette filière. Le temps d'antenne est réparti entre diffusion des courses de chevaux, journaux TV, reportages, portraits, magazines consacrés aux différents sports, spectacles équestres, documentaires etc. En se substituant à France Courses qui traitait exclusivement des courses de chevaux, elle se différencie par sa double vocation : remplir une mission de service auprès des turfistes, ainsi que de satisfaire l'engouement de tous ceux qui s'intéressent de près ou de loin au monde du cheval.
Jusqu’en 2003, le patron de la chaîne était Claude Esclatine sous les responsabilités, à l’époque, de M. Bertrand Bélinguier (PMU), Dominique de Bellaigue (Cheval Français) et Jean-Luc Lagardère (France Galop).
En 2005, Equidia est candidate à la diffusion sur la TNT gratuiteà la suite d'un appel d'offres. Cependant, elle n'a pas été sélectionnée.

### Equidia Live et Equidia Life

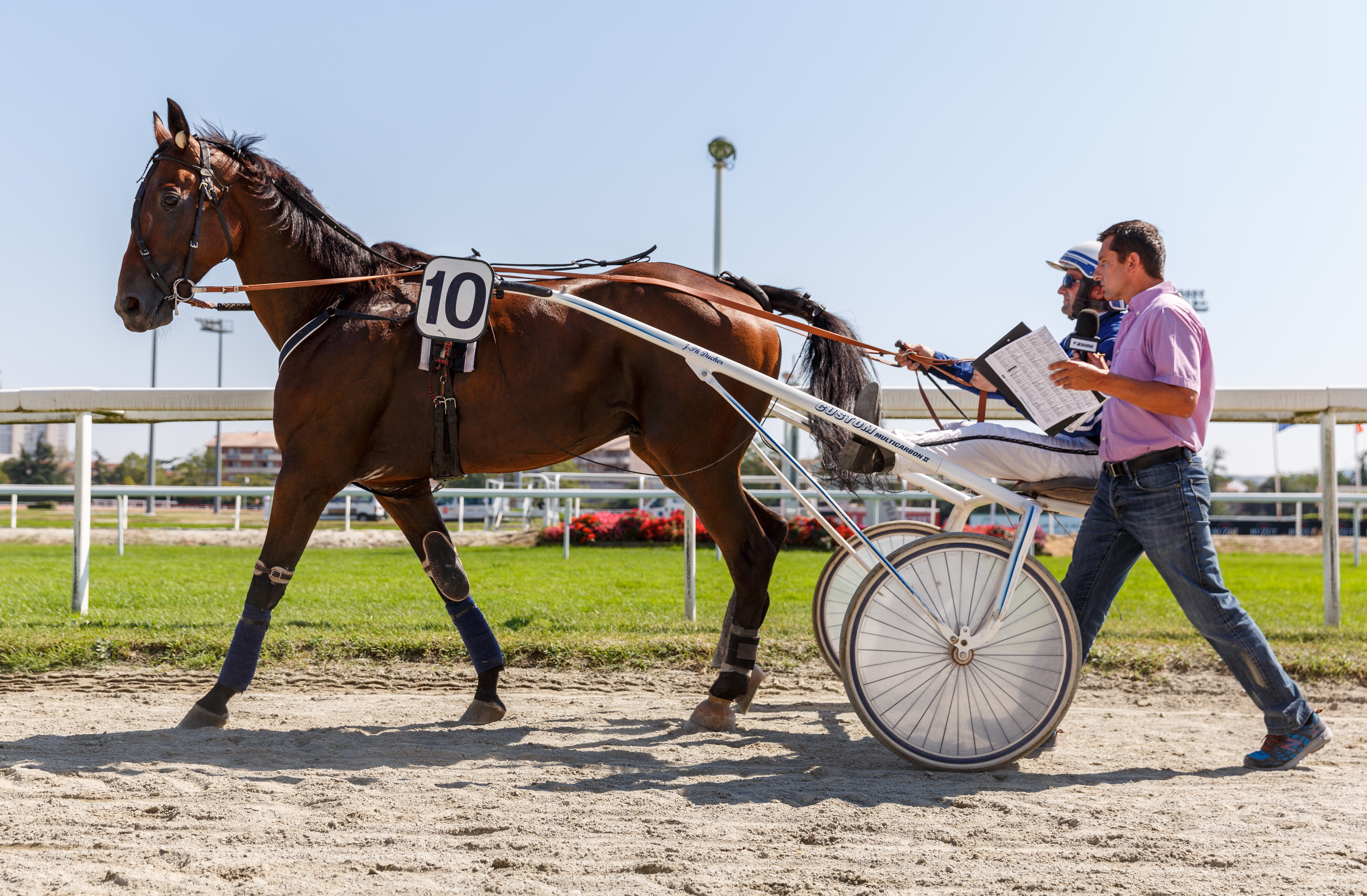
Un journaliste d'Equidia en train d'interviewer un jockey après une course.

En juin 2011, le PMU informe à travers un communiqué le lancement de deux nouvelles chaînes en accompagnement d'Equidia. Elles se nommeront Equidia Life, une chaîne dédiée au cheval lui-même et Equidia Live qui est définie comme « la chaîne directe du cheval » où l'information et les courses hippiques lui seront consacrées. PMU permet ainsi aux parieurs de bénéficier des conseils et pronostics de spécialistes, de s'immerger dans le monde équestre mais aussi de suivre gratuitement les courses hippiques en direct via le site de paris en ligne ou depuis les différents points de vente PMU gratuitement.
Du 23 aout au 7 septembre 2014, les épreuves sportives des Jeux équestres mondiaux de 2014 ont été retransmises en direct et en intégralité, 24h/24, sur la chaîne Equidia Life, permettant ainsi à Equidia Live de se consacrer à ses programmes habituels, ceux des courses hippiques.
Le 22 septembre 2015, la chaîne Equidia Live passe en haute définition.
Le 5 septembre 2017, la disparition de la chaîne Equidia Life est annoncée pour le 31 décembre 2017 (sur tous les opérateurs). La chaîne Equidia Live reprend le nom d'Equidia.
En septembre 2017, Florent Gautreau quitte RMC Sport pour devenir le directeur de la rédaction d'Equidia.
Arnaud de Courcelles (L’Équipe TV) rejoint Equidia en janvier 2019 en tant que directeur de la chaîne. Il y développe une approche orientée parieur.

### Equidia (depuis 2018)
Le 8 janvier 2018, Equidia Live redevient Equidia avec un nouveau logo, nouveau plateau et un nouvel habillage.
En 2019, Equidia développe son offre multicanal avec une application et des canaux Equidia Racing qui permettent de suivre l'intégralité des réunions de courses, sans publicité.

## Identité visuelle (logo)
France Courses

Logo de France Courses du 9 septembre 1996 au 20 septembre 1999.

Equidia

Logo d'Equidia du 20 septembre 1999 au 12 juin 2004.
Logo d'Equidia du 12 juin 2004 au 20 septembre 2011.
Logo de la marque Equidia du 20 septembre 2011 au 8 janvier 2018 (utilisé pour Equidia Watch, Equidia Blog...)
Logo d'Equidia depuis le 8 janvier 2018.

Equidia Live

Logo d'Equidia Live du 20 septembre 2011 au 8 janvier 2018.

Equidia Life

Logo d'Equidia Life du 20 septembre 2011 au 31 décembre 2017.

## Slogans
- 1999 : « La 1re chaîne entièrement consacrée au cheval »
- 2008 : « Le cheval est le roi des animaux »
- 2011 : « On parie que vous allez regarder » (Equidia Live)
- 2011 : « Tout le monde du cheval » (Equidia Life)
- 2019 : "Vous êtes dans la course" (Equidia)

## Organisation

### Dirigeants
Président
La présidence est tournante entre les présidents élu de France Galop et Le Trot :
- président de France Galop : Édouard de Rothschild ;
- président du Trot : Jean-Pierre Barjon.

#### Journalistes
- Anthony Latapie
- Guillaume Covès
- Laurent Bruneteau

### Capital
Equidia est une société par actions simplifiée au capital de 37 000 euros, détenue par France Galop, LeTrot (SECF) et le PMU.

## Equidia sur Internet
En 2013, la chaîne décide de refondre son site web Equidia.fr. Le nouveau site se divise en quatre univers distincts.
En 2015, du lundi 18 mai midi au mardi 19 mai midi, Equidia lance un programme de 24 h en live baptisé Slow TV. Ce dernier proposant à tous les internautes de visionner en direct la naissance d’un poulain via le site Equidia Life, Dailymotion et les réseaux sociaux. Au total, 27 000 personnes ont été connectées simultanément au direct sur Dailymotion lors du pic d’audience et plus de 10 millions ont pris connaissance du hashtag twitter de l’opération : #NaissanceDunPoulainEnDirect. Enfin, plus d’1,5 million d’internautes ont vu les articles publiés sur la page Facebook de la chaîne Equidia Life.
En 2019, Equidia complète son offre digitale :
- Equidia.fr est un site d'information et de pronostics ;
- Equidia est aussi une application mobile sur Android et iOS ;
- Sur les réseaux sociaux, Equidia est la référence de l'information hippique sur  Facebook et Twitter. Equidia est leader de la presse hippique avec 450 000 abonnés Facebook et 45 000 abonnés Twitter[réf. nécessaire].